# Batalla de Lérida (1938)
La batalla de Lérida se enmarca en la ofensiva de Aragón de la Guerra Civil Española. Tuvo lugar entre el 27 de marzo y el 3 de abril de 1938 y acabó con la victoria del bando sublevado que tomó la ciudad de Lérida, que desde el principio de la guerra había permanecido bajo el control de la República. Fue la primera localidad catalana importante tomada por las tropas franquistas ―y la única capital catalana ocupada tras una batalla―. Sin embargo, las tropas «nacionales» no cruzaron el Segre para ocupar la pequeña parte de la ciudad situada en su margen izquierda por lo que hasta finales de diciembre de 1938, en que las fuerzas franquistas lanzaron la definitiva ofensiva de Cataluña, el río constituyó la línea divisoria entre los dos bandos. El otro lado del río sería definitivamente ocupado el 7 de enero de 1939.

## Desarrollo
El 7 de marzo de 1938 el Generalísimo Francisco Franco ordenó una ofensiva desde Aragón en dirección al mar para aislar a Cataluña del resto de la zona republicana. Para ello desplegó cinco cuerpos de ejército ―«lo mejor del Ejército nacional», según Stanley G. Payne― mandados cada uno por los generales José Solchaga, José Moscardó, Antonio Aranda, José Enrique Varela y Juan Yagüe. Las tropas al mando de este último, el Cuerpo de Ejército Marroquí, avanzaron siguiendo el Ebro y el 23 de marzo cruzaban el río entre Quinto y Gelsa. El 25 de marzo, tras liberar Fraga, ya habían alcanzado la línea divisoria entre Aragón y Cataluña mientras que las fuerzas republicanas se retiraban de forma desordenada.
Los cinco cuerpos de ejército, que formaban el Ejército del Norte al mando del general Fidel Dávila, sumaban veintiséis divisiones y un total de 110 000 hombres, incluyendo también el Corpo di Truppe Volontarie italiano. Frente al Ejército del Norte «nacional» se encontraba el Ejército del Este republicano al mando del general Sebastián Pozas que contaba con veintidós divisiones y 60 000 hombres. El cuartel general de Pozas estaba situado en la ciudad de Lérida.
El 27 de marzo las tropas «nacionales» toman Masalcorreig, la primera localidad catalana ocupada por los franquistas ―«el primer pueblo catalán que tuvo la fortuna en esta guerra de ver izada sobre su caserío la bandera nacional», según escribió meses después un cronista ― y la Granja de Escarpe. El 29 se «liberó» Serós, Aitona y Soses y el 30 Alcarrás. Ante la llegada de los «nacionales» muchas personas de estas poblaciones huyeron para ir a refugiarse a Lérida, pero la mayoría no permanecieron allí porque la ciudad también estaba siendo abandonada por sus habitantes que se marchaban a casas de la huerta o más lejos ―a las cuatro de la tarde del día 27 salió el último tren en dirección a Tarragona, lleno hasta los topes―.
Nada más producirse la entrada de las tropas franquistas en Cataluña el presidente de la Generalidad de Cataluña Lluís Companys pronunció un discurso en catalán en el que, tras anunciar que «los ejércitos extranjeros están a las puertas de nuestra casa» hizo un llamamiento a los catalanes «a luchar, a trabajar y a resistir, porque resistir es el triunfo» y porque «no podríamos vivir sin libertad» ―si ganara el enemigo «nuestro idioma sería perseguido, nuestras instituciones escarnecidas, nuestra gente sometida, nuestras costumbres burladas»―.

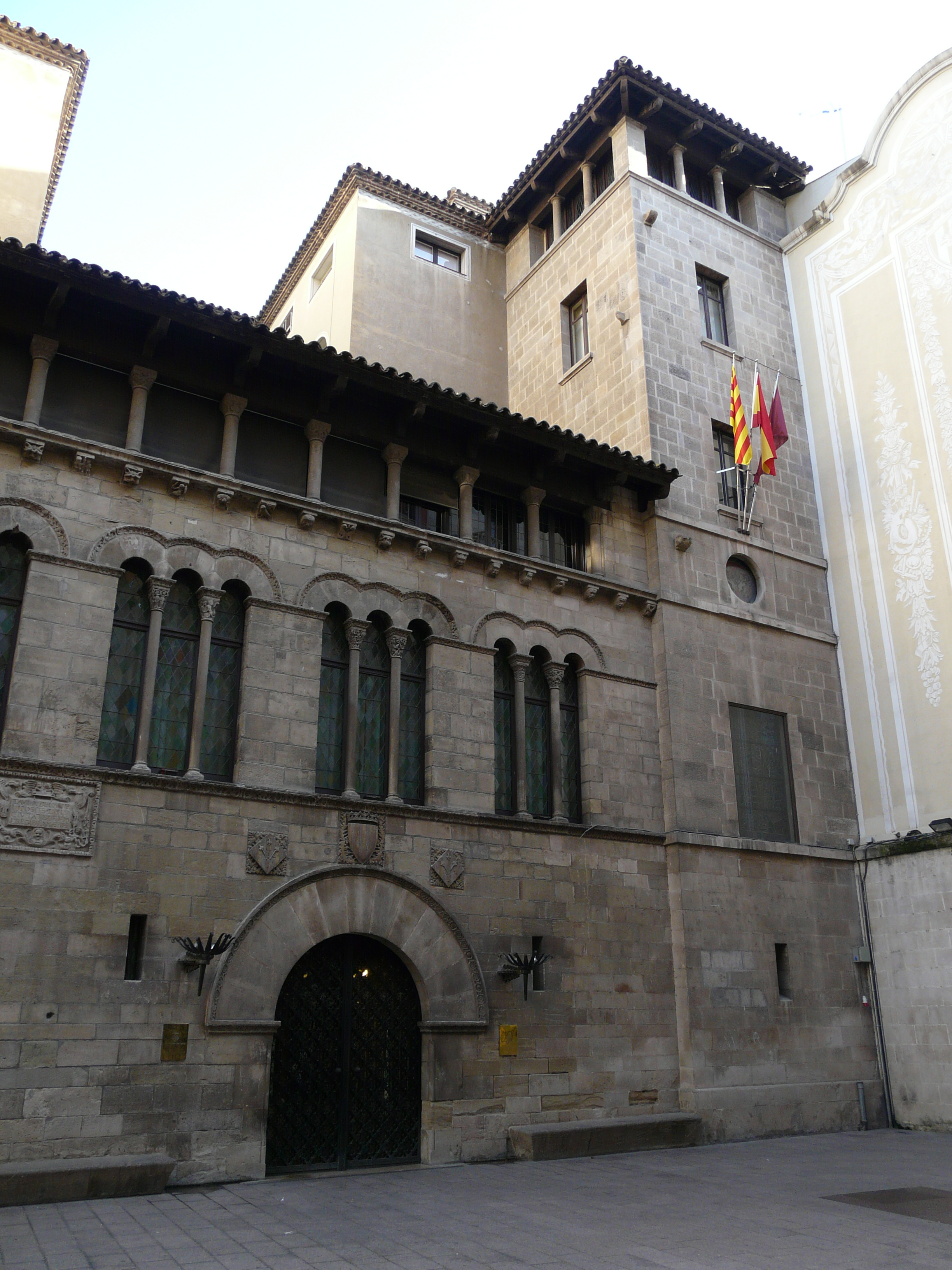
Fachada del Palacio de la Paeria donde se instaló el cuartel general de la 46ª División republicana al mando de Valentín González El Campesino.

Para hacer frente a las tropas franquistas al mando del general Yagüe, el ejército republicano desplegó la 46ª División comandada por Valentín González El Campesino con la misión de defender Lérida. Contaba con unos diez mil hombres gracias a que había incorporado efectivos de las divisiones 16.ª y 27ª. Llegó a Lérida el día 30 de marzo y el puesto de mando se instaló en el Palacio de la Paeria, sede del Ayuntamiento, en el centro histórico de la ciudad. Las unidades de la División fueron desplegadas en la huerta de los alrededores estableciendo un perímetro defensivo.
A las cinco de la tarde del día 27 Lérida fue bombardeada por la aviación sublevada, especialmente por aparatos de la Legión Cóndor alemana. No era la primera vez que la ciudad era bombardeada. Cinco meses antes, el 2 de noviembre de 1937, la Aviación Legionaria italiana había atacado Lérida.
Los jesuitas de Lérida, que habían conseguido sobrevivir a la revolución, explicaron en la «Memoria de la Casa» los efectos del bombardeo, dejando claro según su criterio, que el objetivo de tal ataque era desmoralizar a la población civil:

Toda resistencia quedó rota ya el mismo día 27, domingo de tristes recuerdos para los adeptos al Frente Popular y al nacionalísimo catalán. Después de comer, unos 30 aparatos de bombardeo, con entero dominio del aire y sin ser hostilizados por la aviación republicana, no sin asombro por parte de los pilotos nacionales, llevaron a cabo otro bombardeo. Según esta crónica, los efectos fueron terribles; se habla de 400 bajas; sólo en las cercanías de nuestra Casa, a la vista se pueden contar ocho edificios destruidos, en algunos de los cuales murieron familias enteras. (…) Quedan todavía muchos [cadáveres] sin desenterrar porque es un suicidio acercarse a los edificios destruidos con vigas colgantes que se sostienen como de milagro. Es un espectáculo triste el que ofrece la mejor calle de Lérida casi toda en ruinas, el grupo escolar de la Normal, el edificio de las Hermanitas de los Pobres, el colegio de la Enseñanza, el Liceo escolar, la casa de Correos y Telégrafos, inaugurada hace pocos años…

Tras los bombardeos, según la "Memoria" de los jesuitas, «Lérida quedó poco menos que desierta; no llegarían a dos mil los habitantes civiles». La ciudad se quedó sin suministro de luz y de agua y el éxodo de la población continuó dirigiéndose de nuevo en su mayoría a las casas de campo de la huerta. Las autoridades también la abandonaron y las diversas instituciones provinciales y de la Generalidad fueron trasladadas a Solsona, incluido el cuartel general del Ejército del Este ―al mismo tiempo que el general Pozas era sustituido en el mando por el teniente coronel Juan Perea Capulino―. Según un testigo, «la ciudad presentaba un aspecto que llegaba al alma. Calles desiertas y no pocas intransitables por los escombros; reinaba un silencio que aturdía y sobrecogía a la vez».
El día 31 comenzó el ataque de las tropas «nacionales» al perímetro defensivo alrededor de Lérida establecido por El Campesino, produciéndose durante ese día y los dos siguientes violentos enfrentamientos, en los que también intervino la artillería y la aviación. El día 2 las tropas de Yagüe tomaban el estratégico cerro del Gardeny y al día siguiente los combates ya se produjeron en el núcleo urbano, luchándose calle por calle y casa por casa. Hacia las cinco de la tarde las tropas atacantes ya controlaban la estación del ferrocarril y el cerro de la Seo Vieja. En ese momento El Campesino dio la orden a sus tropas, que habían mantenido «una audaz y valiosa resistencia», de cruzar el río Segre y abandonar la ciudad, con lo que ese 3 de abril caía en poder de los sublevados la primera capital de provincia catalana. Ese mismo día el ministro franquista Ramón Serrano Suñer manifestó en un discurso: «la guerra toca a su fin». En el parte de guerra del Cuartel General del Generalísimo de Salamanca se decía:

En el día de hoy [3 de abril], el Cuerpo de Ejército marroquí ocupó primero el Castillo de Lérida, la estación y la parte alta de la población, y posteriormente toda ella quedando solamente pequeños núcleos de resistencia que se están reduciendo rápidamente.

El mismo 3 de abril por la tarde entraba victorioso en la ciudad el jefe de las fuerzas atacantes, el general Juan Yagüe, dirigiéndose a la delegación de la Generalidad de Cataluña en la localidad. Allí tras izar la bandera rojigualda se dirigió a la multitud que se encontraba frente al edificio con un mensaje, que tras todo lo ocurrido durante los últimos años de República y guerra, constituía toda una declaración de intenciones: «Vengo en nombre del Caudillo a daros el Pan, la Paz y la Justicia».
En su retirada las tropas republicanas incendiaron edificios y volaron los puentes del Segre, tanto el de la carretera (el Puente Viejo) como el del ferrocarril, impidiendo así que los atacantes cruzaran el río y se apoderaran de la pequeña parte de la ciudad de Lérida situada en la margen izquierda ―los barrios de Cappont y La Bordeta donde se atrincheraron las fuerzas republicanas para intentar detener el avance «nacional»―. En sus memorias el comunista José del Barrio Navarro, jefe de la 27ª División, criticó duramente la estrategia y las órdenes dadas por El Campesino responsabilizándolo de la caída de Lérida. Para Del Barrio la retirada de la ciudad había sido más bien una huida, opinión en la que coincidió el también comunista y militar Antonio Cordón quien afirmó que El Campesino, a la postre jefe de la 46ª División republicana, abandonó la ciudad de forma precipitada, siendo sustituido en el mando por Pedro Mateo Merino.
Según Stanley G. Payne, una de las claves del éxito de la ofensiva fue que los sublevados «conservaron el control del aire» y «la utilización de su poder aéreo táctico fue especialmente destructora y llevó el pánico a numerosas unidades republicanas». Así lo constató un capitán del ejército republicano que afirmó: «el terror de los ataques aéreos del enemigo era mayor que el que inspiraban los revólveres de nuestros oficiales». Hugh Thomas añade dos factores más para explicar el triunfo de los franquistas («la superioridad artillera y una estrategia eficaz») pero coincide con Payne en que «la superioridad aérea influyó decisivamente en la victoria».
En cuanto al número de bajas se estima que la 13.ª División franquista sufrió un 10 % mientras que en la 46ª División republicana el número de bajas fue muy superior, alrededor de un 40 %.

## Consecuencias

### Lérida línea del frente entre abril y diciembre de 1938
El general Franco decidió dar prioridad al avance sobre el delta del Ebro para alcanzar el mar por lo que en la segunda semana de abril dio la orden al general Yagüe, «que estaba ansioso por avanzar profundamente en Cataluña», según Stanley G. Payne, para que detuviera su avance, a pesar de que el camino hacia Barcelona parecía estar abierto y la inminente caída de la capital catalana y española, hubiera supuesto «un golpe mortal para la República». Según Hugh Thomas, la decisión de no proseguir el avance en Cataluña fue «probablemente un error estratégico» y desde luego supuso un duro golpe para el general Yagüe ―y para otros jefes militares― porque estaba convencido de que no encontraría mucha resistencia hasta llegar a Barcelona.
El 15 de abril de 1938, día de Viernes Santo, fue cuando culminó la ofensiva de Aragón con la llegada de las tropas del general Aranda al mar en Vinaroz. La zona republicana acababa de quedar dividida en dos. El diario franquista ABC de Sevilla tituló: «La espada victoriosa de Franco partió en dos la España que aún detentan los rojos».

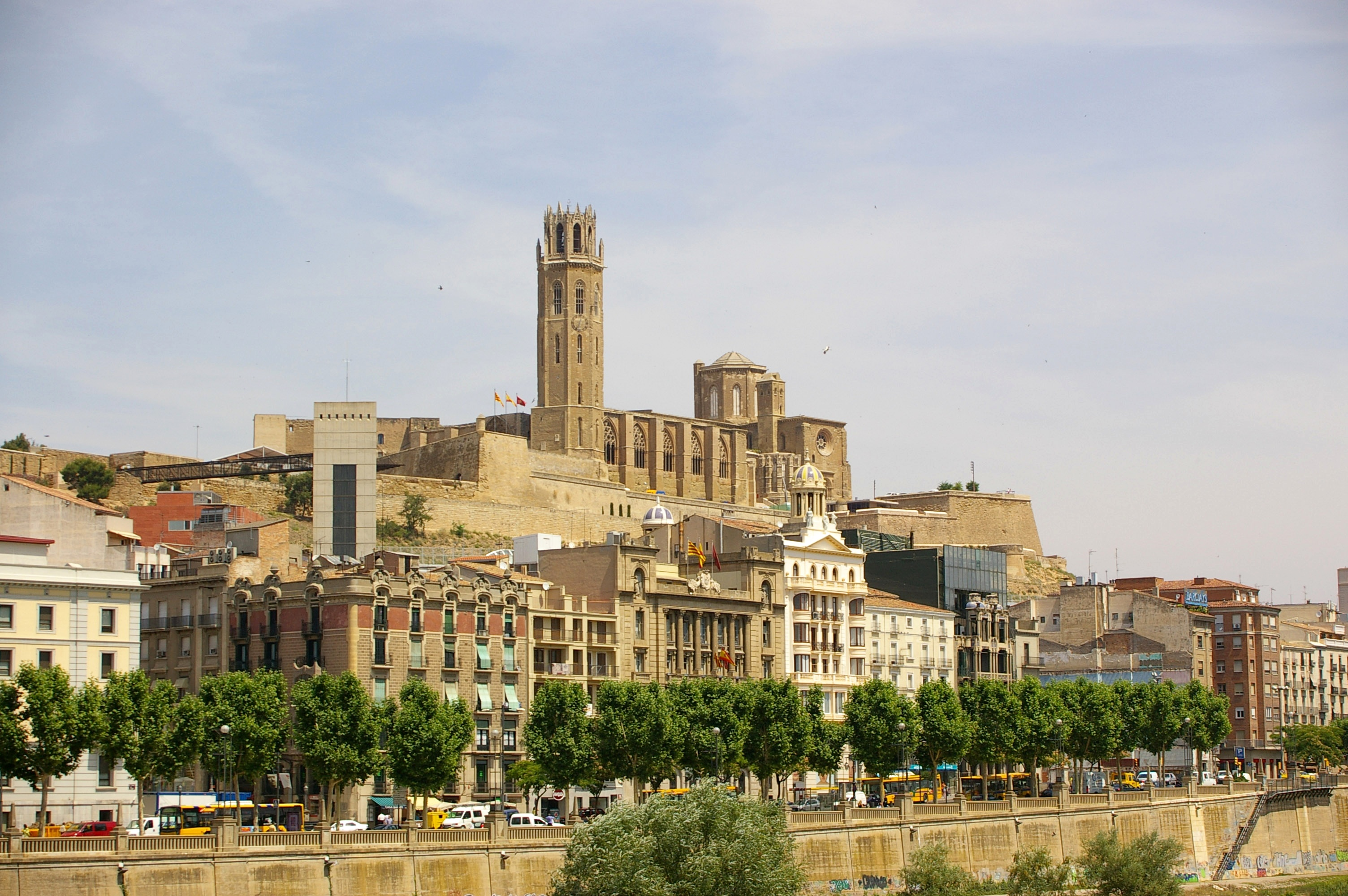
Vista de Lérida desde Cappont en la margen izquierda del río Segre. Al fondo la Seo Vieja.

Tras haber aislado Cataluña del resto de la zona republicana, el Generalísimo Franco decidió dirigir sus fuerzas contra Castellón y Valencia, por lo que hasta finales de diciembre de 1938 en que se reanudó la ofensiva de Cataluña la ciudad de Lérida estuvo en la línea del frente, siendo el Segre la frontera fluvial que separaba a los dos bandos. Así durante nueve meses Lérida, situada casi totalmente en la margen derecha, fue tiroteada y bombardeada desde la margen izquierda que controlaban las fuerzas republicanas, ataques que fueron respondidos por las tropas franquistas que defendían la ciudad. Un testigo franquista recordaba así aquellos meses:

Por fin Lérida quedó nuestra. Al otro lado del río estaban ellos paqueando y soltando ráfagas; con calles, balcones y descubiertos taponados con sacos terreros, se siguió viviendo.

A causa de la posición de Lérida en plena línea del frente la población que había huido no retornó tras el fin de la batalla, como se recogía en un informe de la comisión gestora municipal dirigido al gobernador civil en el que justificaba que esta circunstancia había hecho muy difícil la actividad de propaganda que se le había asignado. Sin embargo, sí que se habían organizado actos religiosos en homenaje a los Caídos por Dios y por España.

### La ocultación del número de víctimas de los bombardeos y la represión
Cuando los franquistas entraron en la ciudad intentaron borrar las pruebas del horror de los bombardeos ―el recuerdo del bombardeo de Guernica de abril del año anterior estaba todavía vivo― y se dirigieron al Registro Civil apoderándose de dos tomos de defunciones en los que constaban las víctimas de los ataques.
Los periódicos de la zona sublevada recibieron con júbilo la «vuelta de Lérida a España» pero algunos sugirieron que eso debería tener un precio para los leridanos. Esto es lo que decía el diario Voluntad, órgano de FET y de las JONS de Gijón:

Lérida hermana: un abrazo, y otro, y otro. Vuelve a ti nuestro corazón del que por nuestra voluntad, nunca debiste salir… Toda España te abre su pecho. Entra en él y nunca más salgas… Pero antes, Lérida, confiesa tu error y besa una punta de ese palio santo que es nuestra bandera, como se besa en acto de contrición, la pica del manto venerable de una madre a la que se ofendió, pero que como madre no sólo perdona sino que olvida.

Las autoridades franquistas nada más ocupar Lérida comenzaron las investigaciones para detener a los responsables de actos de «barbarie de la horda roja». Para ello la Auditoría de Guerra del Ejército de Ocupación ordenó en mayo de 1938 la apertura de un sumario que investigara los «hechos delictivos» cometidos en la provincia de Lérida durante la «dominación roja». Se nombró juez instructor al capitán del cuerpo jurídico militar Adolfo Suárez Monterola, quien emplazó a todas las personas que tuvieran conocimiento de estos hechos a que acudiesen a su juzgado. La Iglesia también puso en marcha su propia investigación pasando un cuestionario muy detallado a las parroquias de la diócesis de Lérida.
Por su parte el delegado de Orden Público hizo un llamamiento al «pueblo sano de esta Provincia» para que denunciara a los responsables de los delitos de los que tuvieran conocimiento «en la absoluta seguridad de que se hará justicia en toda la extensión de la palabra», pudiéndolas hacer llegar «por el medio que crean más factible» y de forma anónima. También todas las instituciones leridanas comenzaron a instruir expedientes de depuración de su personal, para lo que también se pidió la colaboración de la población para que denunciaran a todos los que hubieran tenido «actuaciones antipatrióticas o contrarias al Movimiento Nacional». Fueron bastantes los leridanos que colaboraron en las denuncias y fruto de ellas muchas personas fueron detenidas y encarceladas. Para ello se tuvieron que habilitar algunos edificios religiosos como cárceles y la Seo Vieja funcionó como campo de concentración de prisioneros republicanos. Las condiciones de internamiento de los reclusos eran muy deficientes ―algunos murieron a causa de la escasa alimentación― y fueron sometidos a tratos vejatorios e incluso a torturas.
En una memoria entregada por el delegado de Orden Público al gobernador civil en la que se recogían las actuaciones realizadas entre julio y diciembre de 1938, se reseñaba que se habían practicado 374 detenciones (por motivos políticos y por causas comunes) y 107 personas habían sido puestas a disposición de los tribunales militares. También constaba que se habían abierto 5400 expedientes y fichas personales.
Después de haber sido condenadas a muerte por el tribunal militar que las juzgó fueron fusiladas al menos diecisiete personas. Como el cementerio de Lérida estaba en manos republicanas, las ejecuciones se llevaron a cabo en la localidad vecina de Vilanova d’Alpicat. Hubo algún caso de fusilamiento público como el que se llevó a cabo el 19 de agosto de 1938. A lo largo de los ocho meses en que Lérida fue frente de combate también existieron ejecuciones arbitrarias difíciles de cuantificar.

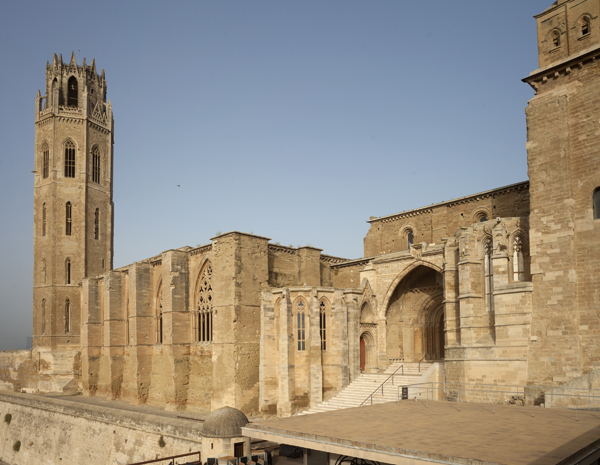
Exterior de la Seo Vieja con su campanario.

En cuanto a la represión lingüística, el delegado de Orden Público ordenó que al menos en público no se usase el «dialecto catalán» como prueba de españolismo, además de exigir que las personas se saludaran brazo en alto como prueba de adhesión al Movimiento Nacional. Por su parte el comandante militar hizo colocar por toda la ciudad carteles que decían: «Si eres patriota, habla español». Y también fue prohibida la predicación en catalán en las iglesias porque, según dictó una orden militar, «en todos los actos y comunicaciones de carácter oficial, civiles y religiosos, es obligatorio el uso del idioma castellano, único oficial en la España Nacional». Un ejemplo de la animadversión hacia el catalán fue el hecho de que una lápida situada en el campanario de la Seo Vieja fuera tiroteada porque llevaba inscrito un poema en catalán del escritor leridano Magí Morera.
El grado de represión fue tan alto en Lérida y en el resto de localidades catalanas ocupadas durante la ofensiva de Aragón ―Serrano Suñer dijo: «Tenemos a Cataluña en la punta de las bayonetas»― que el propio Generalísimo Franco tuvo que intervenir:

La comenzada liberación de Cataluña por nuestras fuerzas plantea problemas delicados… Llega a mi Autoridad noticia de que por los jefes de las Unidades que ocupan los pueblos catalanes, se siguen conductas y procedimientos diferentes… Mientras unos exigen a sus subordinados el mayor respeto a los naturales, otros se jactan de que entran en plan conquistadores de un territorio que no era de España y que hay que españolizar, y para lograrlo, a todo el que habla en el dialecto catalán aun de buena fe, lo encarcelan o lo que es peor, lo maltratan de obra (…) hay quien nunca aprendió el castellano o lo habla con dificultad…, si queremos desde el primer día ganar el corazón de nuestros hermanos catalanes y no dar un mal paso que haga después más difícil la tarea de españolizar de corazón a Cataluña, es preciso no sembrar odio…

El sentido último de la represión franquista se puede percibir en la alocución que pronunció un coronel en la primera concentración falangista que tuvo lugar en Cataluña, concretamente en la localidad de Almacellas, cercana a Lérida, y sede del cuartel general del Cuerpo de Ejército de Aragón al mando del general Moscardó:

No os engañéis, la vida en España ha de ser muy dura. Todos hemos de hacer un sacrificio y Cataluña lo hará con cariño, y si no lo hace con amor, la obligaremos por la fuerza, que somos los más hombres, los más fuertes, los más gallardos del mundo…

### La derogación del Estatuto
El martes 5 de abril, solo dos días después de la toma de Lérida, el gobierno de Burgos presidido por el Generalísimo Franco acordó la derogación del Estatuto de Autonomía de Cataluña de 1932. Según el periodista franquista Luis Martínez de Galinsoga, en un artículo del ABC de Sevilla ―que él mismo dirigía― titulado «Nada menos que provincias de España», con la derogación del Estatuto se devolvía a «aquellas provincias el honor de ser gobernadas en pie de igualdad con sus hermanas del resto de España». «Provincias de la España imperial. Provincias de estirpe nacional auténtica y no máscaras con centro de caña en un minifundista ámbito en el que se jugaba a las viejas farsas del Parlamento, de la República, de la Democracia y de la ‘autodeterminación de los pueblos’». El diario leridano y falangista Ruta celebró el fin del Estatuto de Autonomía de esta forma:

Cataluña se incorpora a España sin Estatuto, ni compromisos bastardos y sin problemas separatistas. Cataluña es enteramente España. Y España va a salvarla.
Para vivir con dignidad y con honor, el Estatuto Catalán tenía que desaparecer totalmente. Esta cruenta guerra se hace precisamente para la dignidad y honorabilidad de nuestra Patria.

Dos días después de la derogación del Estatuto fue fusilado en Burgos el dirigente católico catalanista Manuel Carrasco i Formiguera, condenado a muerte ocho meses antes ―el 28 de agosto de 1937―.

### La toma de Lérida vista desde la zona franquista
Ya antes de la ocupación de Lérida, la propaganda franquista había puesto a Cataluña como ejemplo de las iniquidades que se cometían en la zona de «dominación roja» ya que allí confluían los dos grandes «enemigos de España»: el «comunismo» y el «separatismo». Por eso la noticia de la «liberación» de Lérida fue recibida con júbilo e interpretada como el inicio de la «vuelta de Cataluña a España». «¡España ha entrado en Cataluña!» tituló el diario La Prensa de Santa Cruz de Tenerife cuando las tropas franquistas tomaron la primera población catalana. «CATALUÑA ESPAÑOLA, ¡SALVE!», tituló el ABC de Sevilla dos días después de la ocupación de Lérida. «¡Gloria a España en este momento de reintegración a su territorio nacional auténtico de la gran región catalana!», se decía en el artículo. «Lérida para España», titulaba el Diario Regional de Valladolid. «Ya no existe el mito de la independencia de Cataluña; ya no hay fronteras que la separen de España, porque ese mito y esas fronteras han sido arrolladas impetuosamente por el Ejército español que no aspira más que a unir para siempre a la Nación entera aquella región floreciente que había caído en manos de una pandilla de bandidos acanallados», se decía en el artículo. «Lérida volvió el domingo a ser de España», tituló el diario La Rioja.
El propio general Yagüe, el comandante en jefe de las tropas franquistas que habían tomado Lérida, afirmó en una entrevista: «¡Lérida está ganada para la causa de España!». Por su parte, el político leridano Eduardo Aunós, ministro durante la Dictadura de Primo de Rivera y futuro ministro de la Dictadura del general Franco, escribió en el ABC de Sevilla el 9 de abril de 1938 un artículo titulado «Cataluña. Por el Imperio y para España»:

Las armas redentoras de los soldados de Franco traen de nuevo a Cataluña el destino luminoso de la hispanidad. Vuelve al seno de la Patria, deshecha, ensangrentada, empobrecida: pero España no la quería por ser ‘rica y plena’, sino por ser suya, y por ello la recibe de nuevo con generosidad, con materno y acogedor abrazo.

El 24 de abril de 1938 el diario franquista ABC de Sevilla publicaba un artículo del escritor José María Salaverría con el título «Los cañones nacionales se acercan a Barcelona»:

La moda separatista captó el alma de Cataluña, y después se entregó a la morbosa seducción de las utopías revolucionarias, marxistas y anarquistas. Cataluña se convirtió por tanto en el foco más terrible, más activo y amenazador de todas las disolvencias y desintegraciones imaginables. Hoy le ha llegado la hora de abrir los ojos a la luz de la realidad.

Solo dos días después de la toma de Lérida, el periodista Francisco de Cossío pedía en un artículo publicado en El Norte de Castilla de Valladolid que la República se rindiera porque era inútil continuar con una «resistencia tan estéril como cruenta».

La conquista de Lérida pone la guerra de salvación en un punto culminante. (…) 
Nos hallamos al borde del epílogo. Y la guerra terminará con la más alta significación unitaria. Poniendo toda España su pie en Cataluña, y reintegrándola de una vez para siempre a la vida nacional por el imperio de la fuerza. Ellos, como los separatistas vascos, lo quisieron. España era demasiado grande para dejarse deshacer. No atendieron a razones. Así se hacen cuerdos los locos. Era preciso conquistar Vizcaya y se conquistó. Era preciso conquistar Cataluña, y en ello estamos.

En muchas localidades y en prácticamente todas las capitales de la zona sublevada se organizaron concentraciones y manifestaciones «patrióticas» para celebrar la toma de Lérida. En algunas de ellas las autoridades franquistas pronunciaron encendidos discursos, como en Vitoria, Soria o Valladolid, y también se celebraron tedeums por la victoria, como en Sevilla. Esta última ciudad, según relató el diario ABC, «amaneció [el 4 de abril] completamente engalanada, exteriorizando de esta manera su júbilo por la conquista de Lérida. Los tranvías circularon durante todo el día engalanados. Todas las casas de la población lucían colgaduras con los colores nacionales y de la Falange. El júbilo popular se desbordó en una entusiasta manifestación pública, que resultó imponente». El ayuntamiento de San Sebastián envió a Lérida un telegrama de felicitación por haber sido liberada de la «opresión roja y las injusticias y tiranías de la canalla soviética». El periódico de Zaragoza Heraldo de Aragón publicó a lo largo del mes de abril varios poemas sobre la toma de Lérida. Uno de ellos comenzaba así:

Viva Lérida española,
no de la hoz y el martillo.
La de Isabel y Fernando,
como la quiere el Caudillo.

### La toma de Lérida vista desde la zona republicana
En los primeros momentos de la batalla los periódicos de la zona republicana resaltaron la «heroica resistencia» de los defensores de Lérida frente a las que calificaban de «tropas extranjeras». Cuando se produjo la caída de Lérida destacaron la brutalidad del enemigo ―«los pueblos catalanes ocupados por las hordas mussolinianas y moriscas están regados con sangre de nuestros compatriotas. Sin distinción de ideologías, han sido asesinados todos aquellos que no pudieron huir a tiempo», se decía (en catalán) en el diario Front de Gerona― y volvieron a insistir en el heroísmo de las fuerzas republicanas que habían causado muchas bajas entre las fuerzas invasoras. L'Autonomista de Gerona titulaba (en catalán) «Defensa y martirio de la ciudad catalana» y en el artículo decía: «Día vendrá en que se escriba la gesta inmortal de nuestros soldados para contener la avalancha de material y de hombres que Italia y Alemania han lanzado contra Aragón y contra Levante para decidir la guerra a favor del Generalísimo y la traición».
El 8 de abril de 1938 Josep Roure i Torrent en las páginas de la revista barcelonesa Meridià hacía un llamamiento a la resistencia frente al «fascismo»:

El feixisme ha trepitjat ja terra catalana! (…)
Catalans, mobilitzem-nos tots!(…)
¡La invasión de Cataluña pel feixisme representaria la submissió del catalans a un estat dur de servitud, representaria la persecució de la llengua i la cultura nostrades, representaria jornals de fam, representaria que el terratinent corbaria damunt de la terra aquells bons pagesos que ara podien mirar al sol, representaria la vexació i la injúria i l’insult constans com a sistema, representaria la pèrdua completa de la dignitat, representaria l’imperi de Martínez Anido!
¡El fascismo ha pisado ya tierra catalana! (…)
¡Catalanes, movilicémonos todos! (…)
¡La invasión de Cataluña por el fascismo representaría la sumisión de los catalanes a un estado duro de servidumbre, representaría la persecución de nuestra lengua i de nuestra cultura, representaría jornales de hambre, representaría que el terrateniente curvaría encima de la tierra a aquellos buenos campesinos que ahora podían mirar al sol, representaría la vejación y la injuria y el insulto constantes como sistema, representaría la pérdida completa de la dignidad, representaría el imperio de Martínez Anido!

Cerca de dos semanas después de la caída de Lérida, el presidente del gobierno republicano Juan Negrín, que acababa de asumir también la cartera de Guerra tras destituir a Indalecio Prieto, pronunció un discurso en el que lanzó la consigna «Resistir es Vencer» poniendo como el ejemplo el «heroísmo» de Lérida:

Con fe en la victoria y con disciplina, abriremos nuevos caminos a España. Bastará con imitar la actuación de las divisiones que se han batido en Lérida y en Tortosa. Ante nuestros combatientes se estrellará el enemigo y morderá el polvo.

## La ocupación de la margen izquierda (7 de enero de 1939)

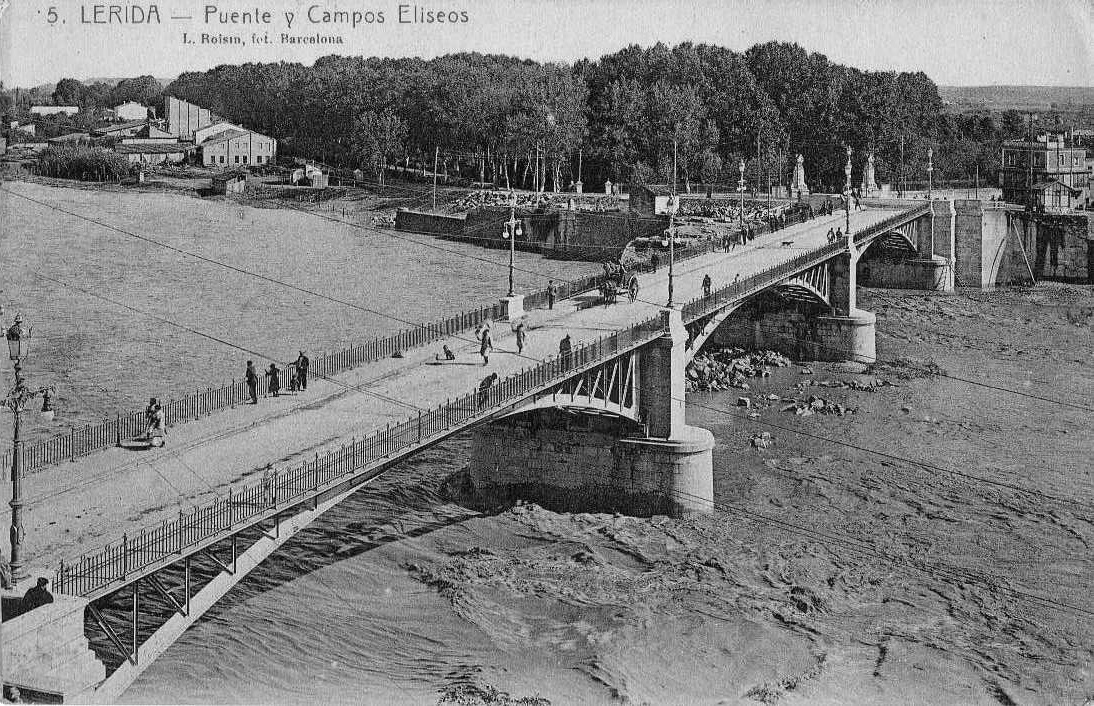
El Puente Viejo recién inaugurado en 1911. Fue dinamitado por las tropas republicanas durante su retirada de Lérida el 3 de abril de 1938.

Tras la derrota republicana en la batalla del Ebro, el Generalísimo Franco ordenó el inicio de la definitiva ofensiva de Cataluña. La fecha fijada fue el 23 de diciembre de 1938, sin embargo el avance de las tropas franquistas situadas en Lérida sobre la margen izquierda controlada por los republicanos no se produjo hasta el 7 de enero de 1939. Ese día las fuerzas sublevadas que ocupaban Lérida desde el 3 de abril observaron que no había disparos desde el otro lado del río. Lo que había sucedido era que durante la noche anterior y aprovechando la espesa niebla las fuerzas republicanas se habían retirado. Entonces los franquistas decidieron cruzar el Segre para lo que levantaron un paso de pontones ya que los dos puentes sobre el río habían sido destruidos por los republicanos cuando abandonaron la ciudad el 3 de abril. Así ocuparon sin encontrar ninguna resistencia la margen izquierda, por lo que toda la ciudad de Lérida estaba ya en sus manos. «Los ilerdenses de ambas orillas que no han tenido que marcharse se reencuentran esta tarde [del 7 de enero]. Y los de la orilla derecha informan a los de la izquierda de que es preferible hablar castellano para evitar problemas con los vencedores. (…) Las instrucciones para llevar una vida mejor incluyen la recomendación de dejarse ver en misa. El obispo, Su Eminencia Reverendísima Manuel Moll, es muy exigente con los preceptos».
El ayuntamiento de Lérida envió un telegrama de felicitación al general Franco por la «liberación definitiva de Lérida» y de «tantos municipios catalanes que sienten, como nosotros, profundas emociones patrióticas al verse libres opresión hordas marxistas».